# Gervase Markham (programista)
Gervase Markham (ur. 21 czerwca 1978, zm. 27 lipca 2018) – brytyjski bloger i programista pracujący dla Fundacji Mozilla, główny programista Bugzilli. Pracę przy projekcie Mozilli rozpoczął w 1999, w 2001 roku, tuż po ukończeniu Uniwersytetu w Oxfordzie stał się etatowym pracownikiem Fundacji Mozilla.
W 2006 roku otrzymał nagrodę Google-O'Reilly Open Source Award w kategorii „Best Community Activist”. Wielokrotnie prezentował projekt Bugzilla oraz działania Fundacji Mozilla na konferencjach FOSDEM.
Markham wyznawał nowonarodzenie. Był przeciwnikiem małżeństw jednopłciowych.
Od 2001 roku był w trakcie leczenia rzadkiego raka ślinianki (rak gruczołowato-torbielowy).